# 1956-os magyar tekebajnokság
Az 1956-os magyar tekebajnokság a tizennyolcadik magyar bajnokság volt. A bajnokságot július 7. és 8. között Székesfehérváron, a férfiakét a Törekvés, a nőkét a MEKOVÁL pályáján rendezték meg.

## Eredmények
| Versenyszám  | Arany                               | Arany | Ezüst                        | Ezüst | Bronz                            | Bronz |
| ------------ | ----------------------------------- | ----- | ---------------------------- | ----- | -------------------------------- | ----- |
| Férfi egyéni | Gyebrovszky György Kecskeméti Vasas | 882   | Bubori István Bp. Dózsa      | 870   | Fülöp Vasas Turbó                | 858   |
| Női egyéni   | Magyar Ferencné Közlekedési Építők  | 416   | Gyenes Sándorné Bp. Törekvés | 415   | Kiss Józsefné Közlekedési Építők | 410   |